# Kościół Anglikański Australii

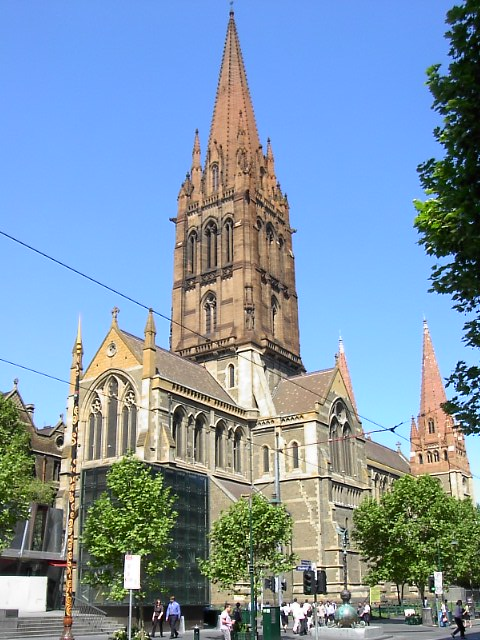
Katedra św. Pawła w Melbourne

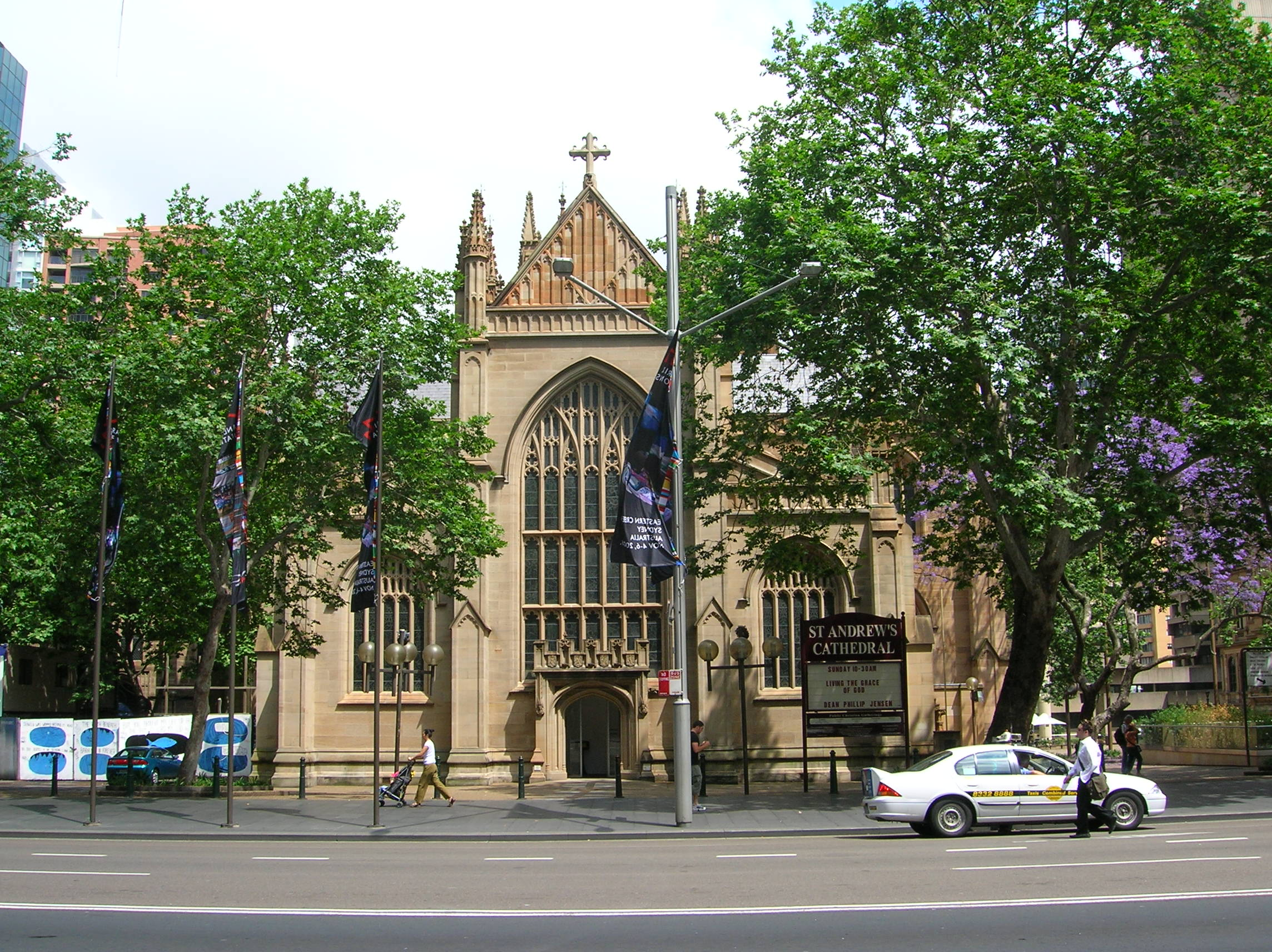
Katedra św. Andrzeja w Sydney

Kościół Anglikański Australii (ang. Anglican Church of Australia) – związek wyznaniowy działający w Australii, zaliczany do Kościołów anglikańskich i przynależący do Wspólnoty anglikańskiej. Stanowi obecnie drugi pod względem liczby wiernych – po Kościele rzymskokatolickim – Kościół chrześcijański w Australii. W 2016 roku liczył 3,1 mln wiernych. Prymasem Kościoła jest abp Philip Freier.

## Historia
Anglikanizm był historycznie pierwszym wyznaniem chrześcijańskim, jakie dotarło do Australii. Za pierwszego duchownego uważany jest ks. Richard Johnson, kapelan złożonej z jedenastu statków ekspedycji, która w 1788 założyła w dzisiejszej Nowej Południowej Walii pierwszą brytyjską kolonię karną. W 1825 ks. Thomas Scott został przełożonym Kościoła australijskiego z tytułem archidiakona, podlegającym biskupowi Kalkuty. W 1836 ks. William Grant Broughton otrzymał tytuł biskupa Australii. W 1847 kontynent został podzielony na cztery diecezje. Osobna diecezja powstała w 1842 na Tasmanii. Aż do 1961 australijscy anglikanie przynależeli w sensie kanonicznym do Kościoła Anglii. Dopiero 1 stycznia 1962 oficjalnie zainaugurowano autokefaliczny Kościół Anglikański Australii.

## Ordynacja kobiet
Jedną z pierwszych kobiet wyświęconych na kapłankę Anglikańskiego Kościoła Australii była  w roku 1992 Kay Goldsworthy. W 2008 roku została ona pierwszą biskupką w Australii obejmując diecezję Gippsland. 10 lutego 2018 została ona pierwszą w historii Anglikańskiego Kościoła Australii arcybiskupką obejmując arcybiskupstwo Perth i jednocześnie prowincję Zachodniej Australii.

## Statystyki
Według badań z roku 2001, w anglikańskich niedzielnych mszach udział bierło średnio 177 tysięcy osób, co stanowiło ok. 12% wszystkich Australijczyków przynajmniej raz w tygodniu biorących udział w jakimkolwiek chrześcijańskim nabożeństwie. Liczba ta nie uwzględnia osób uważających się za członków Kościoła, ale nie praktykujących. W czasie spisu powszechnego z 2001 roku przynależność do niego zadeklarowało ok. 3,8 mln osób. W 2016 roku Kościół liczył 3,1 mln wiernych.

## Organizacja
Obecnie Kościół składa się z 23 diecezji, zgrupowanych w 5 metropolii. Jedynie diecezja tasmańska nie należy do żadnej z nich. Na czele metropolii stoją arcybiskupi, z których jeden pełni dodatkowo funkcję anglikańskiego prymasa Australii.
- Metropolia Nowej Południowej Walii
  - Diecezja Armidale
  - Diecezja Bathurst
  - Diecezja Canberry i Goulburn
  - Diecezja Grafton
  - Diecezja Newcastle
  - Diecezja Riverina
  - Diecezja Sydney
- Metropolia Queensland
  - Diecezja Brisbane
  - Diecezja Północnego Queensland
  - Diecezja Terytorium Północnego
  - Diecezja Rockhampton
- Metropolia Australii Południowej
  - Diecezja Adelajdy
  - Diecezja The Murray
  - Diecezja Willochra
- Metropolia Wiktorii
  - Diecezja Ballarat
  - Diecezja Bendigo
  - Diecezja Gippsland
  - Diecezja Melbourne
  - Diecezja Wangaratta
- Metropolia Australii Zachodniej
  - Diecezja Bunbury
  - Diecezja Australii Północno-Zachodniej
  - Diecezja Perth
- Diecezja Tasmanii